# Того на летних Олимпийских играх 1972
Того принимала участие в Летних Олимпийских играх 1972 года в Мюнхене (ФРГ) в первый раз за свою историю, но не завоевала ни одной медали.